# Élections régionales de 2008 en Sicile
Les élections régionales siciliennes de 2008 se déroulent le 14 avril 2008 afin d'élire les 89 députés de l'Assemblée régionale de Sicile (XVe législature) et le président de la région pour un mandat de cinq ans.

## Système électoral
Le conseil régional de Sicile est constitué de 90 sièges, dont ses membres sont élus selon un système mixte. 80 des conseillers sont élus grâce aux listes provinciales, à la proportionnelle avec un seuil électoral de 5 %, tandis que le président est élu grâce au scrutin uninominal majoritaire à un tour. Le vainqueur obtient une prime majoritaire de 9 sièges, tandis que le candidat ayant terminé deuxième devient membre de droit du conseil.

### Répartition des sièges
| Provinces                                      | Sièges |  |
| Agrigente                                      | 7      |  |
| Caltanissetta                                  | 4      |  |
| Catane                                         | 17     |  |
| Enna                                           | 3      |  |
| Messine                                        | 11     |  |
| Palerme                                        | 20     |  |
| Raguse                                         | 5      |  |
| Syracuse                                       | 6      |  |
| Trapani                                        | 7      |  |
| Candidats à la présidence et prime majoritaire | 10     |  |
| Total                                          | 90     |  |

## Résultats
|                        |                         |            |            |                      |                                        |                               |           |         |         |               |               |       |
| Présidence             | Présidence              | Présidence | Présidence | Présidence           | Conseil                                | Conseil                       | Conseil   | Conseil | Conseil | Conseil       | Conseil       | Total |
| Candidats              | Candidats               | Votes      | %          | Élus                 | Partis                                 | Partis                        | Votes     | %       | +/-     | Sièges        | +/-           | Total |
|                        | Raffaele Lombardo (MpA) | 1 862 959  | 65,35      | 1                    |                                        | Le Peuple de la Liberté (PdL) | 900 149   | 33,42   | 3,69    | 34            | 6             |       |
|                        | Raffaele Lombardo (MpA) | 1 862 959  | 65,35      | 1                    | Mouvement pour les autonomies (MpA)    | 375 587                       | 13,95     | 1,42    | 15      | 5             |               |       |
|                        | Raffaele Lombardo (MpA) | 1 862 959  | 65,35      | 1                    | Union de centre (UdC)                  | 336 826                       | 12,51     | 0,47    | 11      | en stagnation |               |       |
|                        | Raffaele Lombardo (MpA) | 1 862 959  | 65,35      | 1                    | Sicile forte et libre - Liste Lombardo | 119 892                       | 4,45      | Nv.     | —       | en stagnation |               |       |
|                        | Raffaele Lombardo (MpA) | 1 862 959  | 65,35      | 1                    | Démocrates autonomistes                | 101 449                       | 3,77      | Nv.     | —       | en stagnation |               |       |
| Total Centre-droit     | Total Centre-droit      | 1 862 959  | 65,35      | 1                    | 1 833 903                              | 68,09                         | 6,57      | 60      | 7       | 61            |               |       |
|                        | Anna Finocchiaro (PD)   | 866 044    | 30,38      | 9                    |                                        | Parti démocrate (PD)          | 505 420   | 18,77   | 7,25    | 20            | 4             |       |
|                        | Anna Finocchiaro (PD)   | 866 044    | 30,38      | 9                    | La Gauche - l'Arc-en-ciel (SA)         | 131 213                       | 4,87      | 0,33    | —       | 3             |               |       |
|                        | Anna Finocchiaro (PD)   | 866 044    | 30,38      | 9                    | Finocchiaro pour la présidence         | 83 700                        | 3,11      | Nv.     | —       | en stagnation |               |       |
|                        | Anna Finocchiaro (PD)   | 866 044    | 30,38      | 9                    | Italie des valeurs (IdV)               | 49 726                        | 1,85      | N/A     | —       | en stagnation |               |       |
| Total Centre-gauche    | Total Centre-gauche     | 866 044    | 30,38      | 9                    | 770 059                                | 28,59                         | 7,48      | 20      | 7       | 29            |               |       |
|                        | Sonia Alfano            | 69 511     | 2,44       | —                    |                                        | Les amis de Beppe Grillo      | 46 396    | 1,72    | Nv.     | 0             | en stagnation | 0     |
|                        | Ruggero Razza           | 45 605     | 1,60       | —                    |                                        | Liste commune LD-FT           | 39 143    | 1,45    | 1,10    | 0             | en stagnation | 0     |
|                        | Giuseppe Bonanno Conti  | 6 606      | 0,23       | —                    |                                        | Forza Nuova (FN)              | 3 876     | 0,14    | Nv.     | 0             | en stagnation | 0     |
|                        |                         |            |            |                      |                                        |                               |           |         |         |               |               |       |
| Suffrages exprimés     | Suffrages exprimés      | 2 850 725  | 93,49      |                      | Suffrages exprimés                     | Suffrages exprimés            | 2 693 377 | 88,33   |         |               |               |       |
| Votes blancs et nuls   | Votes blancs et nuls    | 198 541    | 6,51       | Votes blancs et nuls | Votes blancs et nuls                   | 355 889                       | 11,67     |         |         |               |               |       |
| Total candidats        | Total candidats         | 3 049 266  | 100        | 10                   | Total partis                           | Total partis                  | 3 049 266 | 100     | -       | 80            | en stagnation | 90    |
| Abstentions            | Abstentions             | 1 523 646  | 33,32      |                      |                                        |                               |           |         |         |               |               |       |
| Inscrits/Participation | Inscrits/Participation  | 4 572 912  | 66,68      |                      |                                        |                               |           |         |         |               |               |       |

### Élus par groupes parlementaires
- Parti démocratique (26) : Antonino Cracolici (Pa, président), Roberto de Benedictis (Sr vice-président), Roberto Ammatuna (Rg), Giuseppe Apprendi (Pa), Giovanni Barbagallo (Ct), Giacomo Di Benedetto (Ag), Antonino Di Guardo (Ct), Giuseppe Digiacomo (Rg), Michelle Donegani (Cl), Davide Faraone (Pa), Massimo Ferrara (Tp), Elio Galvagno (En), Baldassare Gucciardi (Tp), Giuseppe Laccoto (Me), Giuseppe Lupo (Pa), Vincenzo Marinello (Ag), Bruno Marziano (Sr), Bernardo Mattarella (Pa), Camillo Oddo (Tp), Filippo Panarello (me), Giovanni Panepinto (Ag), Giuseppe Picciolo (Me), Concetta Raia (Ct), Francesco Rinaldi (Me), Calogero Speziale (Cl), Salvatore Termine (En),
- Popolo della Libertà (17) : Innocenzo Leontini (Rg, président), Salvatore Pogliese (Ct, vice président), Antonino Beninati (Me), Bosco Antonino (Ag), Buzzanca Giuseppe (me), Campagna Alberto (Pa), Salvatore Caputo (Pa), Francesco Cascio (Pa), Antonino d’Asero (Ct), Marco Falcone (Ct), Formica Santi (me), Edoardo Leanza (En), Limoli Giuseppe (Ct), Fabio Maria Mancuso (Ct), Ignazio Marinese (Pa), Francesco Scoma (Pa), Raimondo Torregrossa (Cl), Vincenzo Vinciullo (Sr)
- Movimiento per l'Autonomie (15) : Francesco Musotto (Pa, président), Nicola  d’Agostino (Ct, vice président), Giuseppe Arena (Ct), Francesco Calanducci (Ct), Paolo Colianni (En), Antonio d’Aquino (Me), Giovanni Di Mauro (Ag), Giuseppe Federico (Cl), Giuseppe Gennuso (Sr), Nicola Leanza (Ct), Raffaele Lombardo (Ct), Riccardo Minardo (Rg), Mario Parlavecchio (Pa), Fortunato Romano (Me), Guglielmo Scammacca della Bruca (Ct)
- Union du centre pour le troisième pôle (8) : Adamo Giulia (Tp, président), Marco Forzese (Ct, vice-président), Giovanni Ardizzone (me), Antonino Dina (Pa), Salvatore Giuffrida (Ct), Salvatore Lentini (Pa), Raffaele Nicotra (Ct), Orazio Ragusa (Rg)
- AlleatI per la Sicilia (6) : Nunzio Cappadona (Sr, président), Giovanni Greco (Pa, vice-président), Mario Bonomo (Sr), Giovanni Cristaudo (Ct), Giuseppe Lo Giudice (Tp), Riccardo Savona (Pa)
- I Popolari di Italia domani (4) : Raimondo Maira (Cl, président), Salvatore  Cordaro (Pa, vice-président), Maria Anna Caronia  (Pa), Salvatore  Cascio (Ag),
- Mixte (4) ; Fiorenza Cataldo (Ct, président), Cateno De Luca (me), Paolo Ruggirello (Tp), Gaspare Vitrano (Pa)

## Conséquences
En raison de la victoire écrasante du centre-droit, mené par Raffaele Lombardo, dépassant les 60 % des voix et ayant 2/3 des sièges au conseil, la prime minoritaire est accordée à la liste opposante d'Anna Finocchiaro, dont seul le Parti démocrate réussit à passer le seuil électoral. 